# Joyce Sombroek
Joyce Sombroek est une hockeyeuse sur gazon néerlandaise née le 10 septembre 1990 à Alkmaar évoluant au poste de gardien de but. Elle débute en équipe nationale en juin 2010 et participe à tous les succès de l'équipe féminine.
Elle remporte la Coupe du monde en 2014. Elle fait partie de l'équipe néerlandaise championne olympique aux Jeux de Londres en 2012 et vice-championne Jeux de Rio en 2016. Dans cette dernière finale, elle a eu le rôle crucial d'être dans les buts lors de séance de penalty où elle devra s'incliner face à l'équipe britannique.
Elle a reçu plusieurs distinctions internationales comme meilleures gardiennes en 2014 et 2015.